# Froment du Léon
Pour les articles homonymes, voir Froment et Léon.
Ne doit pas être confondu avec Léon Froment.
La froment du Léon est une race bovine française.

## Origine
Elle appartient au rameau celtique. Elle a été créée dans le Pays de Léon dans le nord de la Bretagne. Elle est génétiquement proche des races des îles Anglo-Normandes : jersiaise dont elle est cousine et guernesey dont elle est une ancêtre. Au XVIIIe siècle existait déjà une race nommée léonaise ou léonarde. Elle faisait partie d'une population rouge, froment ou pie rouge, commune avec celle de feue la pie rouge de Carhaix. La sélection de cette race, avec la création d'un livre généalogique, débuta en 1907 à partir d'une race autochtone.
Dans les années 1950, elle devint une race menacée d'extinction, fortement concurrencée par la normande puis la Prim'Holstein. On la trouve seulement sur la côte nord de la Bretagne. Depuis les années 1960, des croisements ont été faits avec des reproducteurs de race guernesey provenant de la Grande-Bretagne et du Canada afin de mieux gérer la consanguinité. Elle est placée sous le statut « en sauvegarde » depuis les années 1990 où elle ne comptait plus que 48 femelles. En 2014, grâce à un travail sur le registre généalogique permettant de préserver leur biodiversité, les effectifs étaient de 314 animaux dont 10 taureaux. En 2021, les effectifs remontent à « environ 500 femelles et 12 taureaux ». Environ 80 % des femelles reproduisent en race pure, un bon point pour maintenir voire faire progresser l'effectif.

## Morphologie

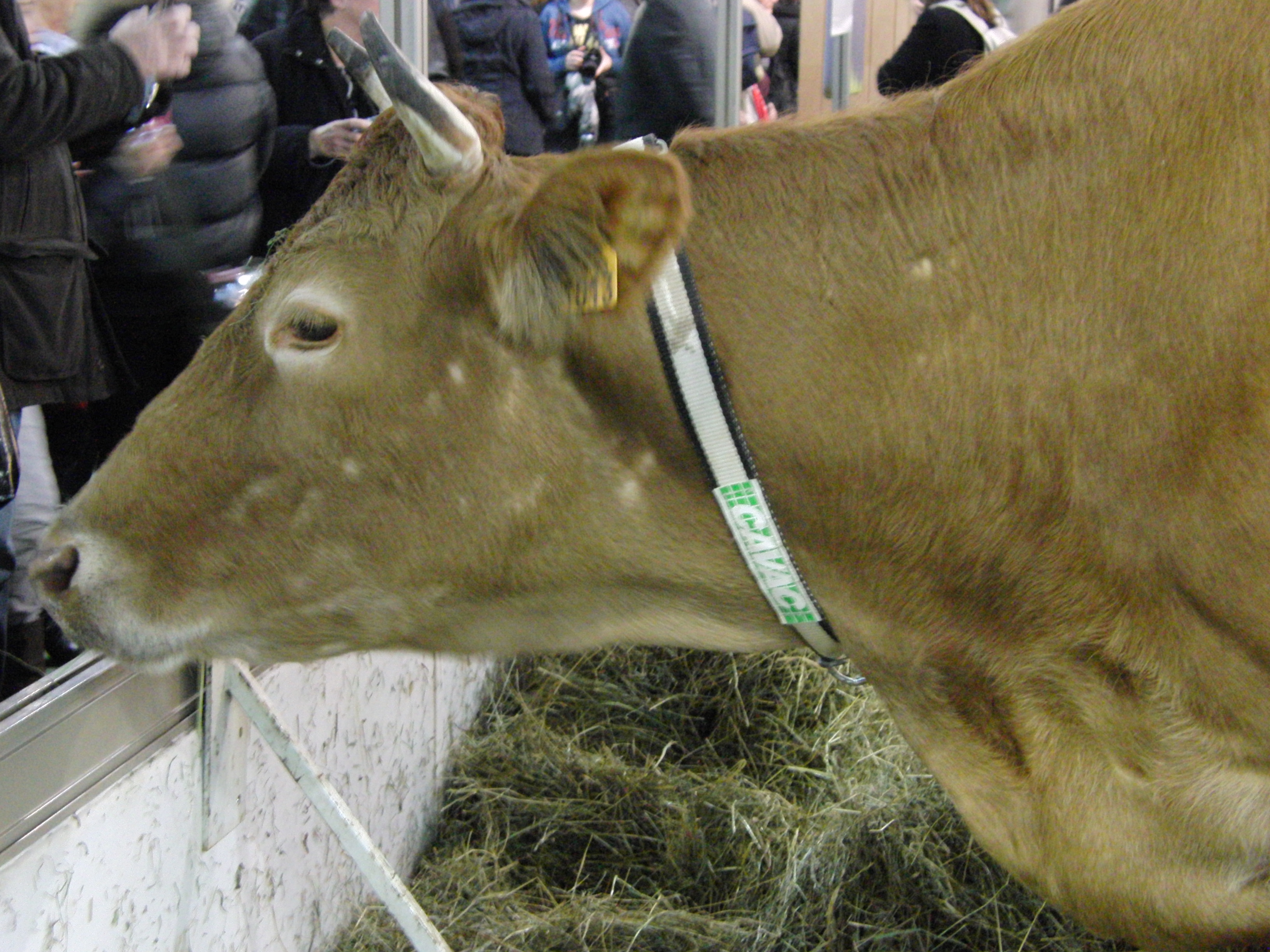
Vache froment du Léon au salon de l'agriculture de 2013.

C'est une vache de moyen format, la femelle a une hauteur au garrot de 130 cm et un poids moyen de 500 kg. La robe est froment (blond) uniforme ou avec des parties blanches sur le ventre et le bas des membres. Les muqueuses sont claires. Les cornes sont de longueur moyenne. 
Selon Daniel Babo, la froment du Léon aurait un caractère lunatique.

## Aptitudes
Elle est classée laitière. Elle produit environ 3 500 kg de lait par lactation, d'un lait très riche en matières protéiques (35 g/l) et en matière grasse (46 g/l) donnant une crème colorée et un beurre doré, du fait de sa richesse en carotène.
Elle nourrit également bien ses veaux, et peut être rentable en croisement avec un taureau de race bouchère. La faible taille des effectifs encourage les éleveurs à travailler en race pure pour atteindre un nombre qui les mette à l'abri d'une trop forte consanguinité.